# Crotalaria leucoclada
Crotalaria leucoclada är en ärtväxtart som beskrevs av John Gilbert Baker. Crotalaria leucoclada ingår i släktet sunnhampor, och familjen ärtväxter. Inga underarter finns listade i Catalogue of Life.